# 316
316. је била преступна година.

## Догађаји
- Цар Константин Велики издаје едикт којим се забрањује кажњавање робова распећем и жигосањем лица.
- Константин Велики шаље свог полубрата Јулија Констанција код Лицинија у Сирмијум (Панонија), са предлогом да прихвати Басијана за Цезара и да му да власт над Италијом. Лициније то одбија и покреће заверу против Константина.
- Лициније уздиже Валерија Валента до Августа и мобилише војску против Константина. Басијана је оптужен за заверу и погубљен.
- Децембар – Битка код Мардије: Константин побеђује свог ривала Лицинија и вишег официра Валерија Валенса, у близини града Харманлија (Бугарска).
- Ксионгну је похарао Чанган, престоницу кинеске Западне династије Ђин. Цар Јин Минди се предаје Лиу Јаоу.
- Западна династија Јин се завршава, а древна Кина је подељена.
- На захтев хришћана, Константин покушава да оконча раскол са донатистичком сектом.

- 8. октобар — Римски император Лициније је поражен у бици код Цибале од свог савладара Константина. Лициније је приморан да бежи у Сирмијум и губи цео Балкан осим Тракије. Покрећу се мировни преговори између двојице Августа, али су неуспешни.

- Википедија:Непознат датум — Битка код Мардије